# Callogorgia linguimaris
Callogorgia linguimaris is een zachte koraalsoort uit de familie Primnoidae. De koraalsoort komt uit het geslacht Callogorgia. Callogorgia linguimaris werd in 2003 voor het eerst wetenschappelijk beschreven door Bayer & Cairns. 